# گرند آدمیرال ثراون
گرند آدمیرال ثراون (انگلیسی: Grand Admiral Thrawn) یک شخصیت خیالی در مجموعه جنگ ستارگان است که برای اولین بار در سال ۱۹۹۱ در رمان وارث امپراتوری، نوشته تیموتی زان به عنوان یک فرمانده نظامی در امپراتوری کهکشان معرفی شده است. لارس میکلسن در مجموعه تلویزیونی آسوکا، نقش آدمیرال ثراون را به عهده داشت.